# Sergej Sel'janov
Sergej Sel'janov (Olonec, 21 agosto 1955) è un regista sovietico.

## Filmografia parziale

### Regista
- Duchov den' (1990)
- Vremja pečali eščё ne prišlo (1995)
- Agenzia Segreta Controllo Magia (2021)